# Hilgermissen
Hilgermissen är en kommun och ort i Landkreis Nienburg/Weser i förbundslandet Niedersachsen i Tyskland. Kommunen bildades 1 mars 1974 genom en sammanslagning av de tidigare kommunerna Eitzendorf, Heesen, Hilgermissen, Magelsen, Mehringen, Ubbendorf, Wechold und Wienbergen.
Kommunen ingår i kommunalförbundet Samtgemeinde Grafschaft Hoya tillsammans med ytterligare nio kommuner.